# Gundadalur
Gundadalur és el nom d'una zona esportiva de Tórshavn, capital de les illes Fèroe. Hi ha tres camps de futbol i altres instal·lacions esportives. És el lloc on hi ha l'estadi nacional de Tórsvøllur.

## Estadi de Gundadalur

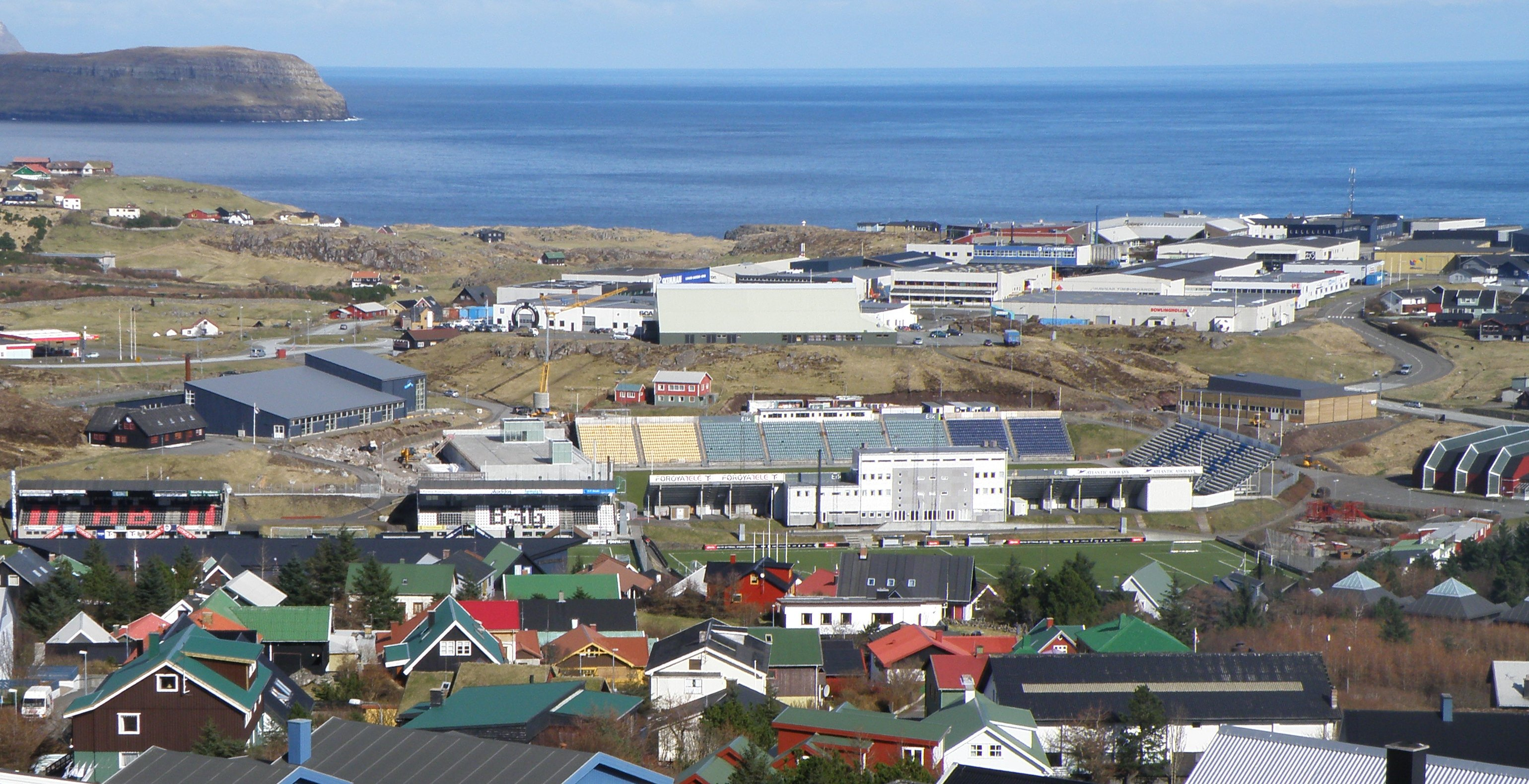
Vista general de la zona esportiva de Gundadalur.

L'estadi de Gundadalur va fer la funció d'estadi nacional de les Illes Fèroe fins a la construcció l'any 1999 del Tórsvøllur. Està situat al costat oest del nou estadi nacional i va ser inaugurat el 1911. Consta de dos terrenys de joc: el camp superior (Ovari vøllur) és el camp principal utilitzat per als partits de primer nivell i és el terreny de joc del HB i el B36, tot i que també acull els partits d'altres equips feroesos a les competicions europees; el camp inferior (Niðari vøllur), s'utilitza principalment per a entrenaments i s'hi disputen partits de nivell inferior. És el terreny de joc del Undrið FF, i ho va ser també del Giza/Hoyvík fins al 2017.

## Instal·lacions
A la mateixa zona hi ha dos pavellons esportius. El Høllin á Hálsi és el més antic; construït el 1970, es troba just a sobre del Tórsvøllur i és propietat del municipi de Tórshavn des del 2004. Gundadalshøllin és el nom de l'altre pavelló situat al costat sud del Høllin á Hálsi. Les dues sales esportives s'utilitzen principalment per als partits d'handbol i voleibol, tot i que també es fan servir per a altres esdeveniments públics, no relacionats amb l'esport. El Gundadalshøllin és propietat dels clubs de handbol Neistin i Kyndil, i del club de voleibol Fleyr.
També hi ha una zona de natació que es va construir el 1984. Té una piscina de 25 metres de longitud amb sis carrils i unes altres tres piscines: una de fonda i dues més no tan profundes, destinades principalment als infants.
Hi ha un pavelló gimnàstic en una sala al costat nord-est del Tórsvøllur; es diu Fimi i és propietat del municipi de Tórshavn. A l'exterior de la banda oest de l'estadi de Gundadalur hi ha una sala esportiva per a jugar a bàdminton que es diu Badmintonhøllin. Al nord de la sala per al bàdminton, hi ha un camp de tennis. Finalment també hi ha una pista d'atletisme anomenada Tórsbreyt.